# Caiac canoe la Jocurile Olimpice de vară din 2024 - K-1 masculin
Proba masculină de caiac K-1 de la Jocurile Olimpice de vară din 2024 a avut loc în perioada 30 iulie-2 august 2024 pe Stadionul Nautic Olimpic Național din Île-de-France, aflat la aproximativ 30 de kilometri de Paris.

## Program
Orele sunt ora Franței (UTC+1) 
| Data                 | Timp  | Etapă             |
| -------------------- | ----- | ----------------- |
| Marți, 30 iulie 2024 | 15:00 | Calificări        |
| Joi, 1 august 2024   | 15:30 | Semifinale Finala |

## Rezultate
| Loc | Nr. concurs | Canotor             | Țară            | Serii preliminare | Serii preliminare | Serii preliminare | Serii preliminare | Serii preliminare | Serii preliminare | Semifinale                     | Semifinale                     | Semifinale                     | Finala                         | Finala                         | Finala                         |
| Loc | Nr. concurs | Canotor             | Țară            | 1a cursă          | Pen.              | A 2-a cursă       | Pen.              | Cel mai bun       | Ordine            | Timp                           | Pen.                           | Ordine                         | Timp                           | Pen.                           | Ordine                         |
| --- | ----------- | ------------------- | --------------- | ----------------- | ----------------- | ----------------- | ----------------- | ----------------- | ----------------- | ------------------------------ | ------------------------------ | ------------------------------ | ------------------------------ | ------------------------------ | ------------------------------ |
| 1   | 2           | Giovanni De Gennaro | Italia          | 88,46             | 2                 | 85,34             | 0                 | 85,34             | 3                 | 93,47                          | 2                              | 8                              | 88,22                          | 0                              | 1                              |
| 2   | 6           | Titouan Castryck    | Franța          | 83,71             | 0                 | 80,09             | 0                 | 80,09             | 1                 | 91,56                          | 4                              | 3                              | 88,42                          | 0                              | 2                              |
| 3   | 15          | Pau Echaniz         | Spania          | 87,84             | 2                 | 88,37             | 2                 | 87,84             | 12                | 96,11                          | 2                              | 12                             | 86,87                          | 2                              | 3                              |
| 4   | 5           | Martin Dougoud      | Elveția         | 86,30             | 0                 | 138,24            | 52                | 86,30             | 6                 | 93,07                          | 0                              | 7                              | 89,44                          | 0                              | 4                              |
| 5   | 3           | Joseph Clarke       | Marea Britanie  | 136,89            | 50                | 85,62             | 2                 | 85,62             | 4                 | 89,51                          | 0                              | 1                              | 89,82                          | 0                              | 5                              |
| 6   | 11          | Jakub Grigar        | Slovacia        | 87,10             | 0                 | 91,80             | 4                 | 87,10             | 9                 | 94,00                          | 4                              | 5                              | 90,21                          | 0                              | 6                              |
| 7   | 9           | Timothy Anderson    | Australia       | 88,37             | 0                 | 85,78             | 2                 | 85,78             | 5                 | 94,95                          | 2                              | 10                             | 88,90                          | 2                              | 7                              |
| 8   | 1           | Jiří Prskavec       | Cehia           | 83,74             | 0                 | 84,90             | 2                 | 83,74             | 2                 | 92,53                          | 2                              | 6                              | 87,74                          | 4                              | 8                              |
| 9   | 12          | Noah Hegge          | Germania        | 87,67             | 2                 | 87,15             | 0                 | 87,15             | 10                | 91,24                          | 2                              | 2                              | 89,73                          | 4                              | 9                              |
| 10  | 7           | Felix Oschmautz     | Austria         | 90,07             | 4                 | 92,40             | 4                 | 90,07             | 18                | 91,83                          | 0                              | 4                              | 90,21                          | 2                              | 10                             |
| 11  | 8           | Quan Xin            | China           | 87,23             | 0                 | 89,80             | 2                 | 87,23             | 11                | 95,95                          | 2                              | 11                             | 92,75                          | 2                              | 11                             |
| 12  | 16          | Isak Öhrström       | Suedia          | 89,43             | 2                 | 135,55            | 50                | 89,43             | 15                | 94,69                          | 2                              | 9                              | 95,39                          | 52                             | 12                             |
| 13  | 13          | Mateusz Polaczyk    | Polonia         | 87,89             | 0                 | 139,58            | 52                | 87,89             | 13                | 98,49                          | 6                              | 13                             | Nu a avansat în faza următoare | Nu a avansat în faza următoare | Nu a avansat în faza următoare |
| 14  | 20          | Yuuki Tanaka        | Japonia         | 103,21            | 12                | 91,78             | 2                 | 91,78             | 20                | 101,90                         | 4                              | 14                             | Nu a avansat în faza următoare | Nu a avansat în faza următoare | Nu a avansat în faza următoare |
| 15  | 17          | Noel Hendrick       | Irlanda         | 98,64             | 10                | 90,68             | 2                 | 90,68             | 19                | 102,46                         | 4                              | 15                             | Nu a avansat în faza următoare | Nu a avansat în faza următoare | Nu a avansat în faza următoare |
| 16  | 14          | Mathis Soudi        | Maroc           | 89,90             | 0                 | 89,45             | 2                 | 89,45             | 16                | 104,11                         | 8                              | 16                             | Nu a avansat în faza următoare | Nu a avansat în faza următoare | Nu a avansat în faza următoare |
| 17  | 23          | Salim Jemai         | Tunisia         | 101,11            | 6                 | 90,03             | 0                 | 90,03             | 17                | 106,68                         | 2                              | 17                             | Nu a avansat în faza următoare | Nu a avansat în faza următoare | Nu a avansat în faza următoare |
| 18  | 4           | Peter Kauzer        | Slovenia        | 90,93             | 2                 | 88,84             | 2                 | 88,84             | 14                | 142,80                         | 50                             | 18                             | Nu a avansat în faza următoare | Nu a avansat în faza următoare | Nu a avansat în faza următoare |
| 19  | 10          | Finn Butcher        | Noua Zeelandă   | 86,35             | 0                 | 142,08            | 54                | 86,35             | 7                 | 146,40                         | 56                             | 19                             | Nu a avansat în faza următoare | Nu a avansat în faza următoare | Nu a avansat în faza următoare |
| 20  | 18          | Pepe Gonçalves      | Brazilia        | 86,64             | 0                 | 90,71             | 4                 | 86,64             | 8                 | 147,09                         | 56                             | 20                             | Nu a avansat în faza următoare | Nu a avansat în faza următoare | Nu a avansat în faza următoare |
| 21  | 19          | Alex Baldoni        | Canada          | 95,18             | 2                 | 97,25             | 4                 | 95,18             | 21                | Nu a avansat în faza următoare | Nu a avansat în faza următoare | Nu a avansat în faza următoare | Nu a avansat în faza următoare | Nu a avansat în faza următoare | Nu a avansat în faza următoare |
| 22  | 24          | Yves Bourhis        | Senegal         | 150,11            | 56                | 97,85             | 2                 | 97,85             | 22                | Nu a avansat în faza următoare | Nu a avansat în faza următoare | Nu a avansat în faza următoare | Nu a avansat în faza următoare | Nu a avansat în faza următoare | Nu a avansat în faza următoare |
| 23  | 21          | Wu Shao-hsuan       | Taipeiul Chinez | 101,22            | 6                 | 99,45             | 2                 | 99,45             | 23                | Nu a avansat în faza următoare | Nu a avansat în faza următoare | Nu a avansat în faza următoare | Nu a avansat în faza următoare | Nu a avansat în faza următoare | Nu a avansat în faza următoare |
| 24  | 22          | Andy Barat          | Comore          | 105,82            | 4                 | 107,59            | 2                 | 105,82            | 24                | Nu a avansat în faza următoare | Nu a avansat în faza următoare | Nu a avansat în faza următoare | Nu a avansat în faza următoare | Nu a avansat în faza următoare | Nu a avansat în faza următoare |